# Madina do Boé

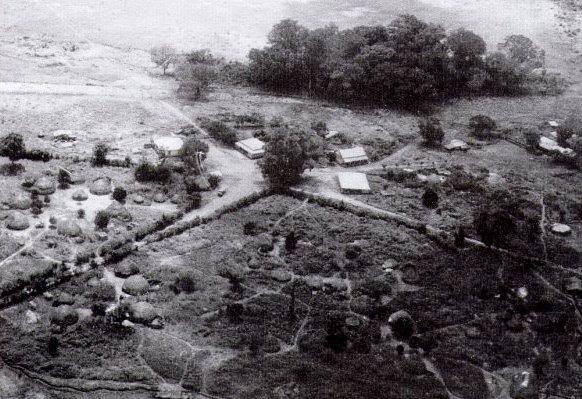
Madina do Boé em 1966

Madina do Boé é uma cidade e sector que se situa na zona Sudeste da Guiné-Bissau, a sul de Gabu (antiga Nova Lamego) com 3,287,8 km² .
É um dos sectores mais pobres de toda a Guiné-Bissau.
Habitam em Madina do Boé cerca de 12 000 pessoas, distribuídas em cerca de 85 povoações, onde a etnia Fula é predominante.

## Geografia
Grande parte do sector é dominado pelas paisagens das Colinas de Boé, uma extensão ocidental noroeste do maciço de Futa Jalom. Cortam e delineiam as paisagens do território os rios Corubal, Fefine e Mael Bane.

## História
Factos ocorridos neste sector:
- retirada do exército português no início de fevereiro de 1969 (retirada essa, conhecida por Desastre do Cheche, que provocou a morte de 47 militares portugueses ao atravessar o rio Corubal.[3]
- realização em julho de 1973 em Fulamor (na zona Oriental de Madina do Boé), do 2º Congresso do  PAIGC ou PAIGCV (Partido Africano pela Independência da Guiné e Cabo Verde).[4]
- em 24 de setembro de 1973, na vila de Lugajole, foi proclamada a Independência Unilateral da Guiné-Bissau pelo PAIGC e Luís Cabral eleito Presidente do Conselho de Estado.

## Economia
Este setor é rico em bauxite, cuja exploração poderá ter um impacto positivo na atividade económica na região. Contudo, tem vindo a reflectir-se no já frágil equilíbrio ecológico dos parques naturais circundantes (Parque Nacional de Boé).